# شبكة تليفزيون المحروسة
شبكة تليفزيون المحروسة هي إحدى الشبكات الإعلامية التابعة لاتحاد الإذاعة والتلفزيون المصري، كانت تسمى في السابق قطاع القنوات الإقليمية، تم إنشائه لخدمة سكان الأقاليم المصرية المختلفة، وتضم الشبكة ستة قنوات مختلفة هي قناة القاهرة، قناة الإسكندرية، قناة القنال، قناة الدلتا، قناة الصعيد، وقناة طيبة، وتبث القنوات الستة منفصلة على الترددات الأرضية والفضائية، وتقوم الشبكة بدور تنموي يوظف في خدمة تنمية المجتمعات المحلية ومعالجة كافة قضايا ومشكلات المجتمعات في هذه الأقاليم التي يغطيها بث هذه القنوات وذلك بالتعاون مع المحليات وكافة الأجهزة التنفيذية المعنية إلى جانب تبنيها لمختلف الحملات القومية والتنويرية التي تستهدف النهوض بالمجتمعات المحلية.

## قنوات الشبكة
- قناة القاهرة: عرفت سابقاً بالقناة الثالثة، وبدأت إرسالها في أكتوبر 1985 لخدمة محافظات القاهرة الكبرى (القاهرة، الجيزة، القليوبية)، وتبث القناة من مقر التليفزيون بالقاهرة.[2]
- قناة القنال: عرفت سابقاً بالقناة الرابعة، بدأت إرسالها في أكتوبر 1988 لخدمة إقليم قناة السويس (الإسماعيلية، بورسعيد، السويس، شمال سيناء، جنوب سيناء) ويغطي إرسالها كذلك محافظة الشرقية، ويقع مقر القناة بالإسماعيلية.[3]
- قناة الإسكندرية: عرفت سابقاً بالقناة الخامسة، بدأت إرسالها في 12 ديسمبر 1990 لخدمة محافظات (الإسكندرية، البحيرة، مطروح)، ويقع مقرها بمدينة الإسكندرية.[4]
- قناة الدلتا عرفت سابقاً بالقناة السادسة، بدأت إرسالها في مايو 1994 لخدمة إقليم الدلتا (الغربية، المنوفية، الدقهلية، كفر الشيخ، دمياط)، ويقع مقرها بمدينة طنطا.[5]
- قناة الصعيد عرفت سابقاً بالقناة السابعة، بدأت إرسالها في يوليو 1994 لخدمة إقليم شمال الصعيد (بنى سويف، الفيوم، المنيا، أسيوط)، ويقع مقرها بمدينة المنيا.[6]
- قناة طيبة عرفت سابقاً بالقناة الثامنة، بدأت إرسالها في 16 يونيو 1996 لخدمة إقليم جنوب الصعيد (سوهاج، قنا، الأقصر، أسوان)، ويقع مقرها بمدينة أسوان.[7]

## أنظر أيضًا
- شبكة تليفزيون النيل.
- شبكة قنوات التليفزيون المصري.

## وصلات خارجية
- موقع النايل سات الرسمي.